# Taródi-vár
Taródi-vár (Taródi-Burg) heißt eine ab 1953 von István Taródi (1925–2010) und seiner Familie errichtete Burg in der ungarischen Stadt Sopron. Sie befindet sich in der Csalogány köz 36 im Stadtteil Felsőlőverek.
Der Bau, von manchen als „visionäre“ Architektur bezeichnet, im Volksmund aber auch „Narren-Burg“ genannt, wurde zunächst aus Holz errichtet, ab den 1950er-Jahren begann Taródi mit dem Umbau zur steinernen Burg. Über 200 Waggons Steine (Gneis) und Ziegel wurden verbaut. Taródi hat das Bauwerk im Wesentlichen allein errichtet, unter gelegentlicher Mithilfe seines Sohnes. Der höchste Turm ist fast 20 Meter hoch, zum Bauwerk gehören eine Zugbrücke, Wendeltreppen und andere typische Charakteristika traditioneller Burgen.
Das Grundstück, auf dem die Burg steht, umfasst 2500 m². Davon ist etwa die Hälfte der Fläche mit der Burg überbaut. Die Taródi-Burg, nach Auskunft ihres Erbauers als spielerische Freizeitgestaltung konzipiert, wird bereits seit etlichen Jahren als touristische Sehenswürdigkeit Soprons beworben. 